# Aloude en Aangenomen Schotse Ritus

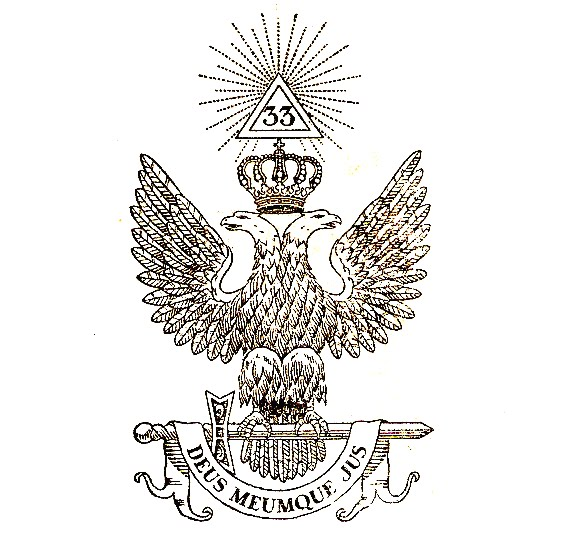
Symbool Aloude en Aangenomen Schotse Ritus

De Aloude en Aangenomen Schotse Ritus (A.A.S.R.), ook wel onterecht gereduceerd tot Schotse Ritus, is wereldwijd de meest toegepaste vrijmetselaarsritus. Zij wordt vooral in de hogere gradenvrijmetselarij gebruikt maar ook in de symbolieke of basisgraden van leerling, gezel en meester. De ritus kent drieëndertig graden van inwijding en bevat elementen uit uiteenlopende stromingen als de antieke wijsbegeerte, de gnostiek, het hermetisme, de kabbala en de alchemie. De ritus heeft daarmee een hoog gehalte aan syncretisme, omdat het verschillende symbolen en cultuurtradities samenvoegt, wat hem universeel toegankelijk maakt. Hij wordt wereldwijd toegepast door een veelheid aan obediënties en is zeer populair in de Verenigde Staten en in Europa.
Waar de symbolieke of basisgraden ook wel worden aangeduid als de 'blauwe graden', is de belangrijkste kleur binnen dit gradenstelsel rood. Het symbool van de Aloude en Aangenomen Schotse Ritus is een dubbelkoppige adelaar, deze symboliseert zowel het hoogste gezag als het zich verheffen boven de materie. In zijn klauwen houdt de adelaar een zwaard vast met daaraan een banderol met de Latijnse tekst Deus Meumque Jus wat staat voor 'God en mijn recht'. Dit is een verwijzing naar het recht van de mens om zelf naar waarheid te zoeken, wat hem gegeven is door de Allerhoogste. De belangrijkste zinspreuk van de ritus is Ordo ab chao, wat staat voor 'Orde uit chaos'.
Ondanks zijn naam heeft de ritus niets met Schotland te maken. Dit berust op een mystificatie die is ontstaan naar aanleiding van een verhandeling van de Britse schrijver en filosoof Andrew Ramsay uit 1737, die de oorsprong van de vrijmetselarij in verband bracht met Schotland en de tempelierssymboliek, wat echter nergens op steunt. Sindsdien hebben tal van maçonnieke structuren en graden zich 'Schots' genoemd.

## Geschiedenis

### Ontstaan

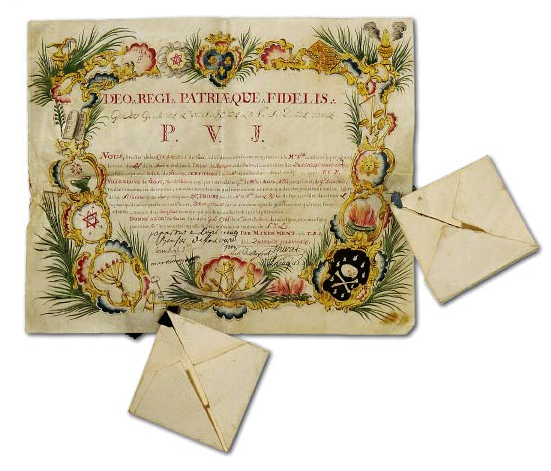
Maçonniek diploma van loge La Parfaite Harmonie, 1766. Collectie Musee de la Franc-Maçonnerie, Parijs.

De oorspring van de Aloude en Aangenomen Schotse Ritus ligt in Frankrijk. Nadat in de Engelse vrijmetselarij rond 1730 een afzonderlijke Meestergraad was ingevoerd – tot op dat ogenblik was de graad van Gezel-vrijmetselaar de hoogste graad – ontstond op het Europese continent al snel de behoefte aan een verdiepende en verbredende uitwerking daarvan. Dit gaf met name in Frankrijk aanleiding tot het ontstaan van diverse graden met een onmiskenbaar esoterische inslag. Men verbond hieraan de benaming ‘Écossais’ – ‘Schots’ -, wellicht omdat edellieden en militairen uit Schotland aan de logearbeid deelnamen en hun invloed deden gelden.  
Een van de eerste loges die naast de symbolieke graden ook de Schotse graden verleende was loge ‘La Parfaite Harmonie’ welke in 1743 werd opgericht te Bordeaux. Tot circa 1751 bevatte het stelsel van de zogenaamde ‘Écossais’-reeks 14 graden die werden beoefend onder de benaming Loge de Perfection (Loge van Volmaking). Na 1751 werden hieraan 11 graden toegevoegd, het geheel werd samen de Rite de Perfection (Ritus van Volmaking) genoemd.
Een belangrijke rol voor de verdere verspreiding van deze ritus was weggelegd voor de wijnkoopman Etienne (Stephen) Morin (1693-1771). Deze richtte in 1747 te Bordeaux de Schotse loge Les Élus Parfaits op, later ook wel La Mere Loge Écossais de Bordeaux genaamd. Hij onderhield de nodige relaties met de Franse overzeese gebieden op het westelijk halfrond en in 1748 richtte hij in de Franse kolonie Saint-Domingue - tegenwoordig Haïti -  op het eiland Hispaniola de loge Saint-Jean de Jérusalem Écossaise op, de eerste Schotse loge aldaar.  De Franse Grootloge verleende in 1761 Morin de autoriteit om de Rite de Perfection verder te verspreiden in de rest van de wereld. In 1763 arriveerde hij opnieuw in Saint-Domingue en stichtte daar loges die werkten volgens de Rite de Perfection. Hij raakte bevriend met de van Nederlandse afkomst zijnde Hendrik Andries (Henry Andrew) Francken (1728-1795) die in Jamaica werkte voor de douane en benoemde hem tot Senior Deputy Inspector General van de Rite de Perfection.

### Naar Amerika en terug naar Europa

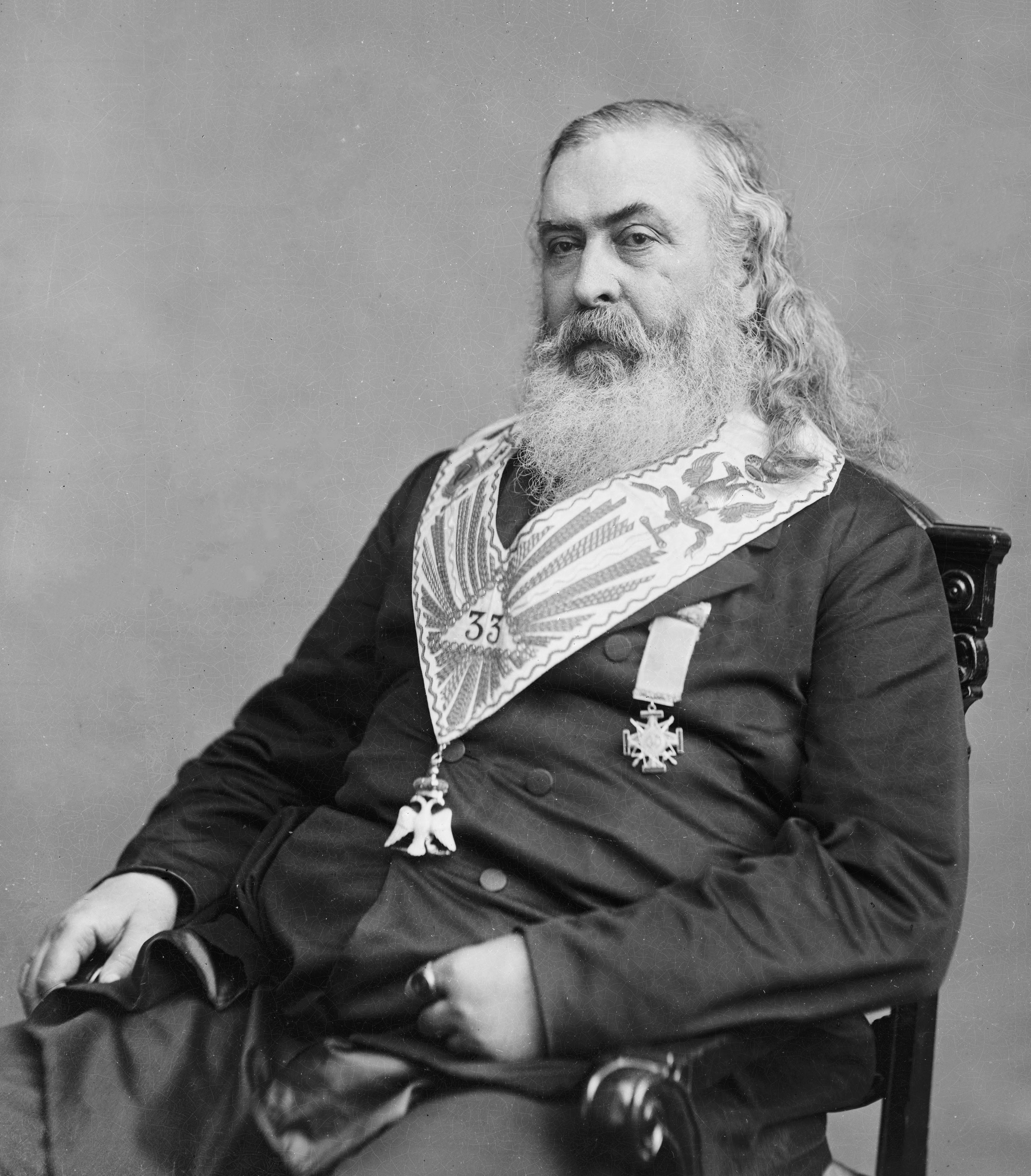
Albert Pike, ca. 1865-1880. Collectie Library of Congress

Nadat Francken in 1767 werd overgeplaatst naar Amerika stichtte hij daar een Loge van Volmaking in Albany, New York. Daarnaast vertaalde hij alle beschikbare Franse ritualen in het Engels, en benoemde een zestal Deputy Inspectors om te helpen de Rite de Perfection verder te verspreiden. Hiermee werd de basis gelegd voor de bekendheid van de Schotse Ritus onder de kolonisten in het Britse gebied in Amerika.
Het aantal graden werd in Amerika geleidelijk uitgebreid tot 33 en in mei 1801 werd in Charleston, South Carolina door elf vrijmetselaars de eerste Opperraad van de Aloude en Aangenomen Schotse Ritus opgericht, the Supreme Council of the Ancient and Accepted Scottish Rite, Southern Jurisdiction, de - nog steeds bestaande - Opperraad van de Zuidelijke Jurisdictie. De advocaat, schrijver en militair Albert Pike (1809-1891) werd in 1859 gekozen tot Sovereign Grand Commander (Soeverein Grootcommandeur) van deze Opperraad en bleef dit voor de rest van zijn leven. Hij bracht een groot deel van zijn tijd door met het herzien en verder ontwikkelen van de rituelen van de Orde en wordt gezien als verantwoordelijk voor de sterke groei en internationale erkenning van de Aloude en Aangenomen Schotse Ritus vanaf het midden van de negentiende eeuw. Zijn magnum opus Morals and Dogma of the Ancient and Accepted Scottish Rite of Freemasonry is nog steeds een standaardwerk als het gaat om de Schotse Ritus.
In 1762 waren de constituties - de grondregels - vastgesteld voor de 25 graden van de Rite de Perfection. Toen de ritus werd uitgebreid naar 33 graden moesten deze worden aangepast, wat leidde tot de Grote Constituties van 1786. Beide constituties worden nog steeds door vrijwel alle obedienties die de Aloude en Aangenomen Schotse Ritus toepassen als basisdocumenten beschouwd.
Op 21 februari 1802 verleende de Opperraad van de Zuidelijke Jurisdictie aan een van haar oprichters, Auguste de Grasse graaf Tilly, de autoriteit om de Aloude en Aangenomen Schotse Ritus verder te verspreiden in Zuid-Amerika en Europa. Dit resulteerde in de oprichting van een Opperraad in Frankrijk in 1804, en later in andere Europese landen.

### Invoering in België en Nederland
Op 16 maart 1817 - ten tijde van het Verenigd Koninkrijk der Nederlanden - werd te Brussel een Opperraad van de Aloude en Aangenomen Schotse Ritus geconstitueerd voor het Koninkrijk, de Supréme Conseil pour le Royaume des Pays Bas. De functie van Soeverein Grootcommandeur werd gereserveerd voor prins Frederik, op dat moment grootmeester van het Grootoosten der Nederlanden. Deze weigerde echter de functie te aanvaarden, de prins was van mening dat de symbolieke graden het zwaartepunt moesten vormen van de vrijmetselarij waardoor hij kritisch stond ten opzichte van vervolgpaden.
Na de Belgische Revolutie in 1830 en de afscheiding van de Zuidelijke Nederlanden richtte de Opperraad zich met name op België, de naam werd in 1833 dan ook gewijzigd in Supréme Conseil pour la Belgique. De toepassing van de Schotse Ritus ontwikkelde zich in de loop van de negentiende eeuw in België steeds verder, in Nederland gebeurde op dit gebied echter vrijwel niets mede onder de invloed van prins Frederik.
Na het overlijden van de prins in 1881 kwam de Aloude en Aangenomen Schotse Ritus ook steeds meer in zwang in de Nederlandse vrijmetselarij/ Dit leidder er toe dat op 21 december 1912 een Opperraad van de Aloude en Aangenomen Schotse Ritus in Nederland werd geconstitueerd, in een rituele bijeenkomst onder leiding van de Soeverein Grootcommandeur van de Opperraad voor België, Eugène graaf Goblet d'Alviella.  Als eerste Soeverein Grootcommandeur van de Opperraad in Nederland werd Simon Marius Hugo van Gijn verkozen, op dat moment grootmeester van alle obediënties in Nederland.

## Graden
De Aloude en Aangenomen Schotse Ritus telt drieëndertig graden, die opgedeeld zijn in vier kapittels. 

### Kapittel van de graden van de blauwe vrijmetselarij
Dit kapittel omvat de eerste drie graden welke verleend worden in symbolieke of 'blauwe' loges;
Symbolieke graden
1. Leerling
2. Gezel
3. Meester

Deze eerste drie - symbolische -  graden, worden in de regel verleend binnen loges en obediënties die exclusief met deze graden werken. Dit kan volgens het ritueel van de A.A.S.R., maar ook volgens het ritueel van een andere ritus.
De dertig hogere graden van de ritus worden vervolgens verleend door een opperraad, ook wel Supreme Council of Suprême Conseil genoemd, welke optreedt als obediëntie voor deze graden. De hogere graden kunnen alleen toegekend worden aan meester vrijmetselaars.

### Kapittel van de graden van de rode vrijmetselarij

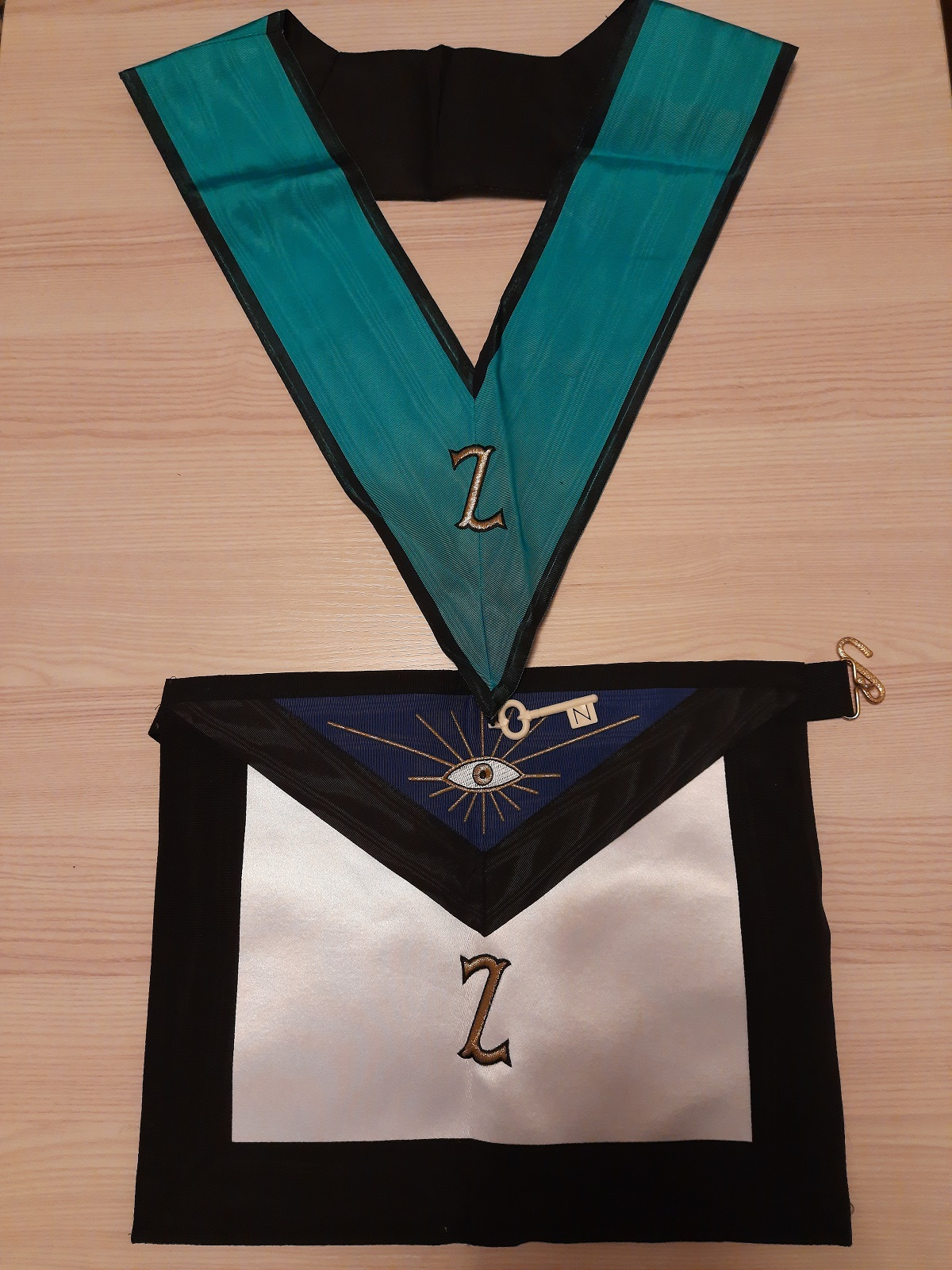
Cordon en voorschoot Schotse Ritus 4e graad

Dit kapittel omvat de vierde tot en met de achttiende graad en welke worden verleend in perfectieloges of vervolmakingsloges (vierde tot en met veertiende graad) en souvereine kapittels (vijftiende tot en met achttiende graad). In sommige landen en/of jurisdicties bestaan geen perfectieloges: daar verlenen  de soevereine kapittels alle graden van de vierde tot en met de achttiende graad. De vierde tot en met de veertiende graad worden ook wel volmakingsgraden genoemt, omdat zij gezien kunnen worden als vervolg van op de kennis die is opgendaan in symbolieke loges.
Volmakingsgraden
1. Geheim Meester
2. Volmaakt Meester
3. Geheimschrijver
4. Provoost en Rechter
5. Opzichter der Gebouwen
6. Uitverkoren Meester der Negen
7. Uitverkoren Meester der Vijftien
8. Verheven Uitverkorene der Twaalf
9. Grootmeester-Architect
10. Ridder van het Koninklijk Gewelf
11. Volmaakt Uitverkoren Groot-Schot

Kapittelgraden
1. Ridder van de Degen en van het Oosten
2. Prins van Jeruzalem
3. Ridder van het Oosten en van het Westen
4. Ridder van het Rozekruis

### Kapittel van de wijsgerige graden of zwarte vrijmetselarij
Dit kapittel omvat de negentiende graad tot en met de dertigste graad welke worden verleend in areopagi (meervoud van areopagus). Men spreekt van aeropagusgraden of wijsgerige graden, omdat deze graden elementen uit verschillende wijsgerige stromingen bevatten.
Areopagusgraden
1. Groot Hogepriester (van het Hemelse Jeruzalem)
2. Achtbare Grootmeester van de symbolische loges
3. Noachiet of Pruisisch Ridder
4. Ridder van de Koninklijke Bijl en Prins van Libanon
5. Overste van het Tabernakel
6. Prins van het Tabernakel
7. Ridder van de Koperen Slang
8. Heer van Mededogen
9. Commandeur van de Tempel
10. Ridder van de Zon en Prins-Adept
11. Ridder van Sint-Andreas van Schotland
12. Ridder Kadosh en Ridder van de Zwart-Witte Adelaar

### Kapittel van de administratieve graden of witte vrijmetselarij
Dit kapittel omvat de eenendertigste en tweeëndertigste graad welke worden verleend in een consistorie en de drieëndertigste graad welke wordt verleend in de opperraad;
Consistoriegraden
1. Grootinspecteur-Inquisiteur-Commandeur
2. Sublieme Prins van het Koninklijk Geheim

Opperraadgraad
1. Soeverein Grootinspecteur-Generaal

## Toepassing
Een veelheid aan zowel reguliere als irreguliere obediënties over de gehele wereld past de Aloude en Aangenomen Schotse Ritus toe. 
Doorgaans worden niet alle graden ritueel verleend, dit kan verschillen per obediëntie. Belangrijke graden die vrijwel altijd ritueel verleend worden zijn de achttiende graad en de dertigste tot en met de tweeëndertigste graad. Andere belangrijke graden die soms - maar niet altijd -  ritueel verleend worden zijn de vierde graad, de negende graad, de twaalfde tot en met de veertiende graad, de tweeëntwintigste graad en de achtentwintigste graad. Alle andere - tussenliggende - graden worden dan administratief verleend, men noemt dit ook wel 'bij communicatie'. De drieëndertigste en laatste graad is meestal voorbehouden aan een selecte groep bestuursleden en wordt soms - maar ook niet altijd -  louter administratief verleend. 

### Nederland
In Nederland worden de hogere graden van de Aloude en Aangenomen Schotse Ritus door de volgende obediënties beoefend:
- Opperraad van de Aloude en Aangenomen Schotse Ritus voor het Koninkrijk der Nederlanden (1912), exclusief voor de reguliere vrijmetselarij (Grootoosten der Nederlanden)
- Nederlandse Opperraad der Gemengde Vrijmetselarij, nevenorganisatie van de Nederlandse Grootloge der Gemengde Vrijmetselarij
- Le Droit Humain Nederland

Nederland kent geen loges die de eerste drie symbolische graden volgens de Aloude en Aangenomen Schotse Ritus verlenen.

### België
In België worden de hogere graden van de Aloude en Aangenomen Schotse Ritus door de volgende obediënties beoefend:
- Opperraad van de Aloude en Aangenomen Schotse Ritus voor België, exclusief voor de reguliere vrijmetselarij (Reguliere Grootloge van België en Grand Lodge of Scotland)
- Opperraad Vrouwen Grootloge van België, exclusief voor de Vrouwen Grootloge van België
- Belgische Opperraad van de Aloude en Aangenomen Schotse Ritus, exclusief voor het Grootoosten van België en de Grootloge van België
- Soeverein College van de Schotse Ritus voor België, exclusief voor het Grootoosten van België.en de Grootloge van België
- Le Droit Humain België

In de meeste Belgische obediënties die de eerste drie symbolische graden verlenen is er de mogelijkheid voor loges om dit ook volgens de Aloude en Aangenomen Schotse Ritus te doen.

### Andere landen
Luxemburg
- Suprême Conseil du Rite Ecossais Ancien et Accepté pour le Grand-Duché de Luxembourg (1845-1935/1975), exclusief voor de reguliere vrijmetselarij (Grande Loge de Luxembourg)

Frankrijk
- Suprême Conseil du 33e degré du Rite Ecossais Ancien et Accepté de France (1804-1815/1821(1894)), exclusief voor de Grande Loge de France
- Suprême Conseil du 33e degré du Rite Ecossais Ancien et Accepté en France (1804-1815(1815)) exclusief voor het Grand Orient de France
- Suprême Conseil du 33e degré du Rite Ecossais Ancien et Accepté pour la France (1964), exclusief voor de reguliere vrijmetselarij (Grande Loge Nationale de France)
- Suprème Conseil Grande Loge Féminine de France, exclusief voor de Grande Loge Féminine de France

Duitsland
- Oberster Rat für Deutschland der Freimaurer des Alten und Angenommenen Schottischen Ritus (1930), exclusief voor de reguliere vrijmetselarij (Vereinigte Großlogen von Deutschland)
- Alter und Angenommener Schottischer Ritus von Deutschland, Vereinigung liberaler Freimaurer Schottischer Lehrart

Verenigd Koninkrijk
- Supreme Council of the Ancient and Accepted Rite for England and Wales and its Districts and Chapters Overseas (1845), exclusief voor de reguliere vrijmetselarij (United Grand Lodge of England)
- Supreme Council of the Ancient and Accepted Rite for Scotland (1846), exclusief voor de reguliere vrijmetselarij (Grand Lodge of Scotland)
- The Honourable Fraternity of Antient Masonry - The Order of Women Freemasons (1908)
- The Honourable Fraternity of Ancient Freemasons (1913)

## Trivia
Enkele wetenswaardigheden:

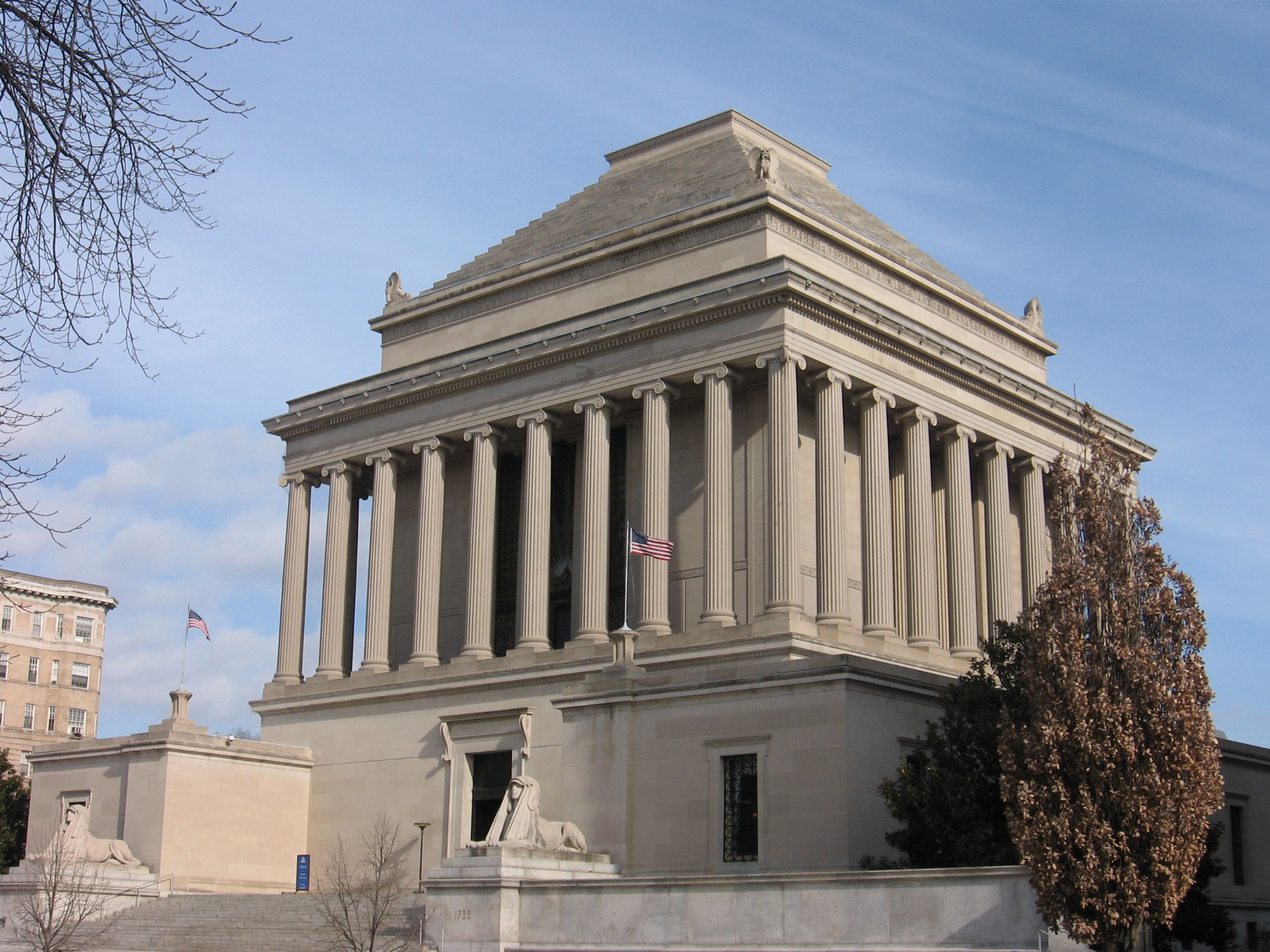
House of the Temple - Washington D.C.

- In 1875 vond in het Zwitserse Lausanne een Universeel Convent van de Opperraden van de Aloude en Aangenomen Schotse Ritus plaats. Men trachtte er de ritus te moderniseren, waarbij de rol van de Opperbouwmeester des Heelals centraal stond. Dit gaf uiteindelijk aanleiding tot een schisma tussen reguliere en irreguliere obediënties, wat tot op de dag van vandaag nog steeds bestaat.
- In de loop der tijden zijn er verschillende herwerkingen geweest van de ritus, sommige irreguliere obediënties hebben het gradenstelsel daarbij in grote mate  ontdaan van haar christelijke symboliek. In België is binnen het Grootoosten van België zo de Gerenoveerde Schotse Ritus ontstaan, ook wel de Schotse Ritus van 1962 genoemd.
- The Supreme Council of the Ancient and Accepted Scottish Rite, Southern Jurisdiction staat ook wel bekend als The Mother Council of the World, zij is de oudste Opperraad ter wereld waar alle andere Opperraden van afstammen. Het hoofdkwartier van de Opperraad van de Zuidelijke Jurisdictie is het monumentale House of the Temple in Washington D.C.  De Opperraad van de Zuidelijke Jurisdictie is verantwoordelijk voor de Schotse Ritus in 35 Amerikaanse staten, daarnaast is er sinds 1813 ook een Opperraad van de Noordelijke Jurisdictie welke 15 staten onder haar hoede heeft.

## Appendix
Vrijmetselarij · Beginselen · Geschiedenis · Symbolen · Vrijmetselaarsloge · Ordegrondwet · Obediëntie · Regulariteit en irregulariteit · Ritus · Graden · Grootmeester · Gemengde vrijmetselarij · Para-vrijmetselarij · Antivrijmetselarij · Vrijmetselarij in Nederland · Vrijmetselarij in België